# Felix Steiner
Felix Steiner bio je njemački vojni general i nacist. Rođen je 1896. u Berlinu. 

## Životopis
Nakon završene osnovne škole upisao je vojnu akademiju u koju je išao 5 godina, a nakon toga pomagao je ocu i majki.

### Prvi svjetski rat
Imao je 18 godina kada je započeo Prvi svjetski rat te se borio u Njemačkoj vojsci, ali je 1916. godine pobjegao s bojišta i iz Njemačke u neutralnu Švicarsku. Godine 1916. na istočnom ratištu biva ranjen u nogu i odlazi u bolnicu.
Nakon oporavka pobjegao je iz bolnice i vlakom otišao u Švicarsku.

### Do generala SS-a
1921. godine vraća se u Njemačku i radi kao drvosječa sve do 1927. godine kada ponovno odlazi u vojsku i školuje se za generala. 1931. godine postaje general lutenant 3 stupnja i zapovijeda 221. njemačkom Vajmarh brigadom sve do 1933. godine, kada na vlast dolaze nacisti. Pridružuje se nacistima te postaje Hitlerov najdraži general. Hitler ga 1938. stavlja da zapovijeda 15. oklopnom brigadom SS-a. 

### Drugi svjetski rat i smrt
Sudjelovao je u operaciji Barbarrossa, invaziji na Poljsku, te invaziji na Francusku.
1945. godine kada se vodila bitka za Berlin, Hitler mu je zapovijedio da napadne i odbaci postrojbe Crvene armije što dalje od Berlina i tako spasi Berlin od pada, ali on mu je odgovorio da ne može to učiniti jer nema dovoljno ljudi i tehnike. Nakon toga Hitler je zapovijedio da ga se ubije, no Steiner je to saznao te je stoga 1945. izvršio samoubojstvo u blizini Berlina. Njegove su kosti našli Rusi 1959. godine, ali su ih bacili u rijeku u Bjelorusiji, što dalje od Njemačke.